# Stratigrafie

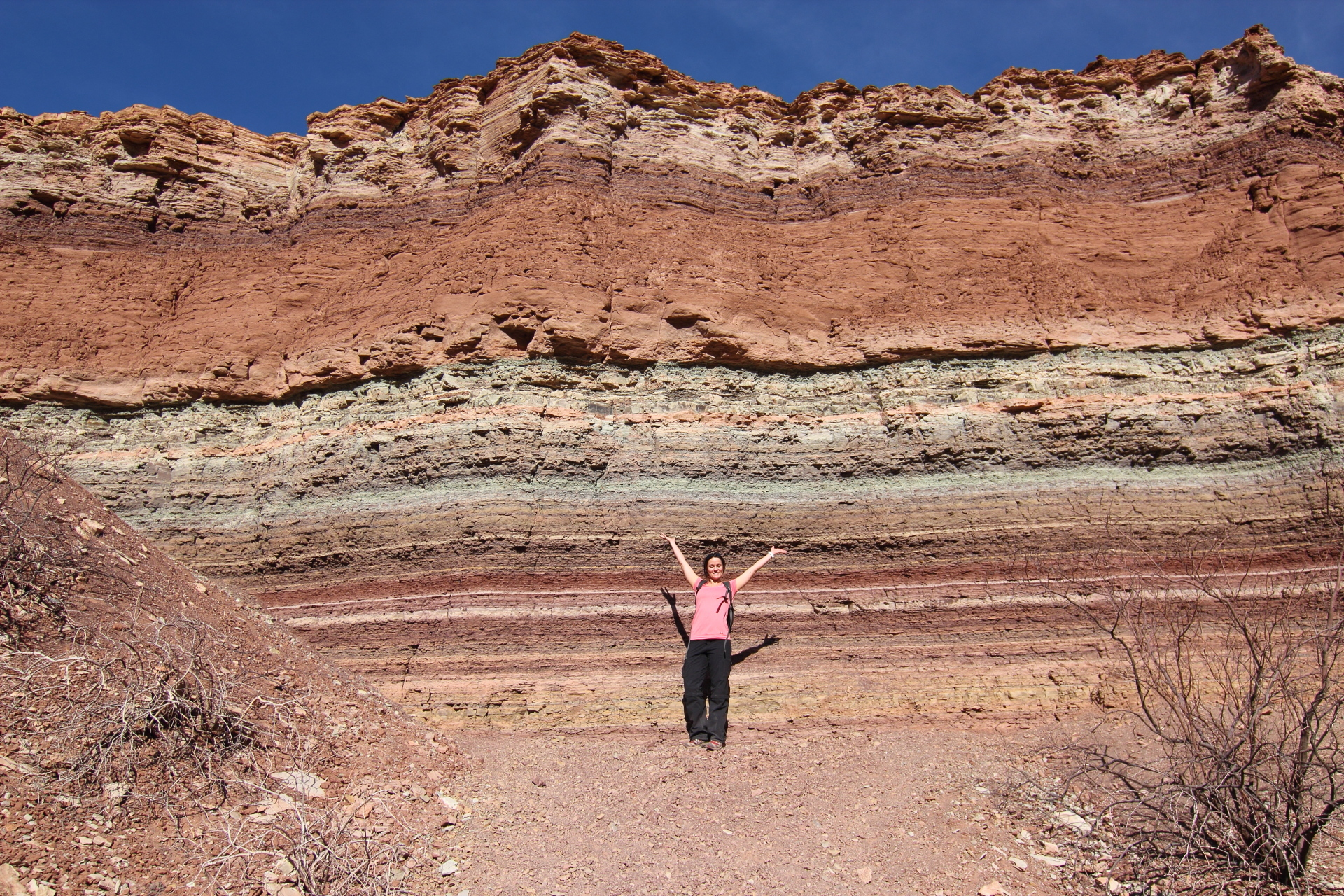
Geologické vrstvy v Salta (Argentina)

Stratigrafie nebo také stratigrafická geologie je nauka studující vztahy geologických těles.
Zatímco prostorovou rozlehlost geologických těles lze určit pomocí metod měření trojrozměrného prostoru, určování časového rozměru a jeho srovnávání u různých těles a procesů je mnohem složitější problematikou. Čas je z hlediska stratigrafie charakterizován šipkou běžící od počátku historie Země do současnosti a je zachycen posloupností všech forem, jevů, znaků a jejich změn v horninách. Stratigrafie zkoumá a určuje relativní stáří geologických těles a procesů (tzv. relativní stratigrafie) a jejich skutečné stáří (tzv. absolutní stratigrafie).
Vrstvy hornin: Vrstvy hornin představují především záznamy o podmínkách, jaké panovaly v době vzniku vrstev. Vrstvy a souvrství jsou pojmenovány podle geografických objektů, jako jsou například města, regiony nebo pohoří. Mocností samotné vrstvy je vzdálenost mezi spodní a vrchní částí vrstvy. Pro každou vrstvu se používá jiný název:
- masivní lavice – více než 100 cm
- hrubá lavice – 50–100 cm
- lavice – 10–50 cm
- deska – 10–1 cm
- lamina – 0,2–1 cm
- tenká lamina – pod 0,2 cm

## Druhy stratigrafie
Stratigrafie určuje jednak relativní stáří geologických těles a procesů (tzv. relativní stratigrafie), jednak skutečné stáří geologických těles a procesů (tzv. absolutní stratigrafe neboli geochronologie).

### Relativní stratigrafie
Relativní stratigrafií neboli relativním stářím rozumíme to, že zjišťujeme, jestli je geologické těleso starší nebo mladší než ostatní tělesa. Pro určení stáří vrstev těles se používají čtyři metody.

#### Litostratigrafická metoda
Jejím základem se stratigrafický zákon, pro nějž platí také název superpozice. To také znamená, že ve vrstevním sledu jsou horní vrstvy mladší než vrstvy pod nimi.

#### Biostratigrafická metoda
Metoda využívá paleontologického obsahu hornin a všech znaků spojených. V biostratigrafii existuje několik metod: metoda vůdčích zkamenělin, metoda komplexní druhové analýzy, fylogenetická metoda a mikropaleontologická metoda.

#### Chemostratigrafická metoda
Geochemický obraz Země vykazuje změny, které jsou časově nevratné. Odkryjeme-li sukcesi těchto změn, získáme další nástroj pro stratifikaci a korelaci hornin.

#### Eventostratigrafická metoda
Metoda se soustřeďuje na studium geologicky náhlých a krátkodobých událostí, které v geologickém záznamu zanechaly značné údaje a pokud možno rozsáhlé a ostře ohraničené změny uložené v různých prostředích.

### Absolutní stratigrafie
Absolutní stratigrafie neboli metody časového datování využívá nejrůznějších postupů ke zjištění stáří hornin vyjádřeného v rocích. Počátek číselného datování je stanoven rokem 1950. K datování událostí před rokem 1950 se používají tři kategorie jednotek: Ka (kilo-annum) = 103, Ma (mega-annum) = 106, Ga (giga-annum) = 109 roků. Uvedené zkratky se ovšem nevyužívají k vyjádření doby trvání geologických dějů, ale hlavně k datování hranic. Jako příklad lze uvést útvar paleocén: jeden z jeho stupňů – dan – má spodní hranici 65 Ma a vrchní hranici 61 Ma. Když vezmeme 65 a odečteme 61, dostaneme číslo 4, což je počet let, jak dlouho dané období trvalo.

#### Radiometrická metoda
Radiometrická metoda je nejznámější; obsahuje největší počet dat. Využívá se jako časomíra samovolného rozpadu radioaktivních prvků v minerálech. Atomová jádra prvků samovolně vystřelují částice alfa (nabitá heliová jádra) a beta (elektrony), dále uvolňují záření gama a produkují dceřiné prvky. Tento proces je známý jako přirozená radioaktivita. Doba, za kterou se rozpadne polovina množství původních jader atomů, se nazývá poločas rozpadu.

#### Magnetostratigrafie
Metoda vychází z přirozených vlastností hornin, tzn. z přirozené remanentní magnetické polarizace a také magnetické susceptibility.

#### Metoda sekvenční stratigrafie
Metoda vychází z toho, že kolísání hladiny oceánu zanechá v zemské kůře záznam a ten lze využít i pro globální celosvětové korelace. Přestože korelace menších cyklů na delší vzdálenost může být složitá, jsou velké struktury depozičních systémů definovány pomocí sekvenční stratigrafie. Základní jednotkou jsou sekvence, ty jsou členěny na tzv. systémové soustavy, soustavy nízkého stavu hladiny, na transgresivní soustavu, soustavu vysokého stavu hladiny a soustavu sedimentů klesajícího stavu.